# Wapen van Bornem

Het wapen van Bornem

Het wapen van Bornem is het heraldisch wapen van de Antwerpse plaats Bornem. Het eerste wapen werd op 4 januari 1940 per Koninklijk Besluit aan de gemeente toegekend. Het huidige wapen is op 30 november 1981, eveneens per Koninklijk Besluit, toegekend. Dit bestaat uit elementen van de wapens van voorgaande gemeenten.

## Blazoenering
Doordat de gemeente in 1977 is gefuseerd zijn er twee verschillende blazoeneringen van het wapen van Bornem. Die van het eerste wapen luidt als volgt:
In goud een faas van keel met een toren van lazuur over alles heen; het schild getopt met een kroon met vijf fleurons.
Dit schild is goud met daarop een rode dwarsbalk. Over de dwarsbalk en het gouden veld een blauwe toren. Doordat de toren en de dwarsbalk beide van een kleur zijn, is dit wapen een raadselwapen. Het schild wordt getopt door een markiezenkroon.
Tweede wapen
De huidige blazoenering luidt als volgt:
Gevierendeeld 1. in zilver een dwarsbalk van keel, met een toren van lazuur over alles heen 2. in lazuur een vis van zilver, paalsgewijs geplaatst en vergezeld van twee lelies van goud 3. in lazuur een leeuw gedwarsbalkt van zeven stukken van zilver en van keel, geklauwd, getongd en gekroond van goud 4. in keel en schildhoofd van zilver, beladen met drie mereltjes van keel.
Het wapen bestaat uit vier gelijke kwartieren met in het eerste kwartier een zilveren veld met daarop een rode dwarsbalk en een blauwe toren over het veld en de dwarsbalk heen. Het tweede kwartier is blauw met daarop een rechtop staande vis met aan weerszijden een gouden fleur de lys. Het derde deel is eveneens blauw van kleur, nu met een leeuw bestaande uit zeven gekleurde dwarsbalken: vier van zilver en drie rood van kleur. De kroon, nagels en tong zijn goudkleurig. Het laatste kwartier is rood van kleur met daarop een zilveren schildhoofd. In het schildhoofd staan drie rode merletten. Ook dit wapen is door het eerste kwartier, maar ook door de dwarsbalken in de leeuw, een raadselwapen.

## Geschiedenis
Een eerste vermelding van een wapen van Bornem is bekend in een wapenboek uit 1562, met daarin opgenomen wapens uit Vlaanderen. De heer van het Land van Bornem voerde toen een wapen van goud met daarop een gedekte (van dak voorzien), lazuren toren. In 1616 staat op een wapenkaart uit dat jaar het wapen afgebeeld met een dwarsbalk met daarover heen een toren met kantelen en geen dak. In 1632 werd dit wapen bevestigd en ditmaal wordt ook de blazoenering gegeven: van zilver met een dwarsbalk van keel en een chasteau van lazuur over alles heen. In de tweede helft van de 18e eeuw gebruikte de kasselrij Bornem een zegel gelijk aan dat wapen.
Ook de wapens van Hingene en Mariekerke gaan terug op oudere wapens. In beide gevallen gaat het om zegels van de betreffende schepenbank.Omdat Weert geen eigen wapen voerde, werd er voor gekozen om hier een historisch wapen te nemen. Het wapen van Weert is daardoor gelijk aan het wapen van het bisdom Gent en tevens van de Sint-Baafsabdij. Deze laatste kreeg namelijk in 1240 de polder en heerlijkheid van den Weert geschonken door Walter van den Coudenborch. In de 16e eeuw ging de heerlijkheid over naar het bisdom Gent.
De voormalige gemeente Bornem koos op 24 maart 1937 om een wapen te gaan voeren. Dit wapen werd op 4 januari 1940 per Koninklijk Besluit aan de gemeente toegekend. De bekendmaking hiervan volgde op 22 maart dat jaar in het Belgisch Staatsblad. In 1977 fuseerden de gemeenten Bornem, Mariekerke en Hingene tot de nieuwe gemeente Bornem. Na de fusie koos de gemeente voor een nieuw wapen met daarin de wapens van de voormalige gemeenten Bornem (eerste kwartier), Mariekerke (tweede kwartier), Hingene (derde kwartier) en een symbool voor Weert.